# Stephen Paddock
Stephen Craig Paddock (* 9. April 1953 in Clinton, Iowa; † 1. Oktober 2017 in Paradise, Nevada) war ein US-amerikanischer Immobilienunternehmer, Millionär und Massenmörder, der bei einem Anschlag in Las Vegas 2017 auf einem Musikfestival 58 Menschen tötete und 851 verletzte.

## Leben
Paddock wuchs in Sun Valley, Kalifornien, als einer von vier Söhnen des verurteilten Bankräubers Benjamin Hoskins Paddock auf, der 1969, als Stephen 15 Jahre alt war, aus dem Gefängnis ausbrach und anschließend vorübergehend auf der Liste der zehn meistgesuchten Verbrecher der USA stand. Die Mutter hatte den Kindern erzählt, der Vater sei verstorben.
Er schloss 1971 auf der John H. Francis Polytechnic High School die Schule ab und studierte auf der California State University, Northridge, wo er 1977 einen Abschluss in Betriebswirtschaft erhielt.
Paddock war zweimal geschieden und kinderlos, zur Zeit der Tat hatte er eine 62-jährige Lebenspartnerin philippinischer Herkunft.
Nach seinem Arbeitsleben als Buchhalter, unter anderem beim Rüstungskonzern Lockheed Martin, zog er 2013 in eine Rentnergemeinde in Melbourne, Florida, und 2016 mit seiner Freundin nach Mesquite, Nevada, wo er bereits 2013 ein weiteres Rentnerhaus erworben hatte. Er war lizenzierter Jäger sowie Privatpilot und nicht vorbestraft. Paddock war als Videopokerspieler bekannt und wohlhabend.
2011 klagte Paddock gegen das Casino-Hotel The Cosmopolitan of Las Vegas. Er war dort auf einem Flur ausgerutscht. Paddock bezeichnete sich laut den Gerichtsakten aus dem Verfahren selbst als „größten Videopoker-Spieler der Welt“. Er habe „14 Stunden am Tag gespielt, 365 Tage im Jahr, pokere die ganze Nacht und schlafe tagsüber“.
Nachbarn in der Rentnersiedlung beschrieben Paddock als seltsamen, unfreundlichen und sehr verschlossenen Mann, als Sonderling, der jedes Gespräch vermieden habe. Im Juni 2017 verschrieb ein Arzt Paddock, der unter Ängsten litt, Valium. Paddock hatte sich nachweislich für das vom 22. bis 24. September 2017 in Las Vegas stattfindende „Life is beautiful“-Musikfestival in dem nahegelegenen Hotel Ogden ebenfalls für eine Woche ein Zimmer angemietet.

## Massenmord in Las Vegas 2017
Paddock schoss in Las Vegas am Abend des 1. Oktober 2017 aus dem 32. Stock des Mandalay Bay Resort and Casinos in eine Menschenmenge von rund 22.000 Personen, die auf einem benachbarten Parkplatz das Country-Festival Route 91 Harvest besuchten. Er hatte 23 Schusswaffen mitgebracht, benutzte 14 davon zur Abgabe von 1057 Schuss, tötete 58 und verletzte 851 Menschen.
Paddock schoss auch auf einen mehrere Millionen Liter fassenden Treibstofftank am nahegelegenen Flughafen McCarran International. Eine Patrone durchschlug die Außenhaut des Tanks, verursachte aber kein Feuer; mindestens eine weitere blieb in der Außenhaut stecken.
Zwei Minuten nachdem die letzten Schüsse aus dem Hotel gefallen waren, erreichten gegen 22:17 Uhr Polizisten das betreffende Stockwerk und wurden von einem Wachmann zur Zimmertür des Täters geführt. Nachdem der Stock evakuiert worden war, stürmte mehr als eine Stunde später, um 23:20 Uhr, ein SWAT-Sonderkommando die Räumlichkeiten. Paddock hatte sich zu dieser Zeit bereits selbst getötet.